# François Bonnemain
Pour les articles homonymes, voir Bonnemain.
François Bonnemain, né le 9 octobre 1942 à Paris et mort le 21 avril 2022 dans le même ville, est un journaliste multimédias. Il est président de TV5 Monde d'avril 2006 à avril 2008.

## Biographie
François Bonnemain naît le 9 octobre 1942. Diplômé du Centre de formation des journalistes de Paris, il commence sa carrière à l'Associated Press et à l'Agence France-Presse puis rejoint France Soir.
De 1986 à 1988, il est conseiller technique de Jacques Chirac à Matignon puis devient directeur de Radio Tour Eiffel de 1989 à 1994.
En 1996, il est nommé au Conseil supérieur de l'audiovisuel, son mandat se terminant en 1999.
{{date-de
```
2006 à 2008}}  président de TV5 Monde
[
4
]
. Il remplace 
Jean-Jacques Aillagon
[
4
]
.
```

Il est conseiller municipal de Ligueil en Indre-et-Loire de 2014 à 2020. Il meurt à Paris le 21 avril 2022,.